# Kościół Ewangeliczny w Wietnamie
Kościół Ewangeliczny w Wietnamie (ang. Evangelical Church of Vietnam lub ECV) – największy i najstarszy protestancki kościół w Wietnamie założony przez misjonarzy Chrześcijańskiego i Misyjnego Sojuszu w 1911 roku. ECV w 1954 r. zostało podzielone na dwa organy: Ewangeliczny Kościół Wietnamu Południowego (ECV-S) i Ewangeliczny Kościół Wietnamu Północnego (ECV-N). ECV-S składa się z 700 000 wiernych, uczestniczących w 3000 kościołach i ponad 1500 wyświęconych pastorów.